# Sanfranciský záliv
Sanfranciský záliv (anglicky San Francisco Bay) je záliv Tichého oceánu na západním pobřeží USA, v Kalifornii. Je spojen s oceánem průlivem Zlatá brána. Záliv má dvě hlavní větve, je dlouhý 88 km a široký 20 km. Převážná část zálivu je mělká, jen část přiléhající ke Zlaté bráně o rozloze přibližně 100 km² dosahuje hloubky větší než 10 m.
Je to největší záliv podél západního pobřeží USA (nepočítaje Aljašku), srovnatelný je pouze Pugetův záliv (resp. Sališské moře) u hranice USA s Kanadou.

## Ostrovy
V zálivu leží mimo jiné i umělý ostrov Treasure a ostrov Alcatraz.

## Mosty
Přes záliv vede pět mostů:
- Golden Gate Bridge (přes průliv Zlatá brána)
- Richmond-San Rafael Bridge
- San Francisco–Oakland Bay Bridge (přes ostrov Yerba Buena)
- Hayward-San Mateo Bridge (přes jižní část)
- Dumbarton Bridge

## Přítoky
Do zálivu ústí velké kalifornské řeky Sacramento a San Joaquin, které přitékají z pohoří Sierra Nevada.

## Osídlení pobřeží
Na západním břehu leží město San Francisco, na východním Oakland, Berkeley a Richmond a na jižním San José. Celé osídlení kolem zálivu tvoří velkou konurbaci, která má asi 8 milionů obyvatel a nazývá se (San Francisco) Bay Area. Oblast kolem San José je světově proslulá jako Silicon Valley.